# خوانیتو گالگو
خوانیتو گالگو (انگلیسی: Juanito Gallego؛ زادهٔ ۲۴ اوت ۱۹۶۱) بازیکن فوتبال اهل اسپانیا است.
از باشگاه‌هایی که در آن بازی کرده‌است می‌توان به باشگاه فوتبال رایو وایکانو اشاره کرد.
وی همچنین در تیم‌های ملی فوتبال زیر ۱۹ سال اسپانیا، زیر ۲۱ سال اسپانیا، و زیر ۲۳ سال اسپانیا بازی کرده‌است.